# Gasthof Haderbräu

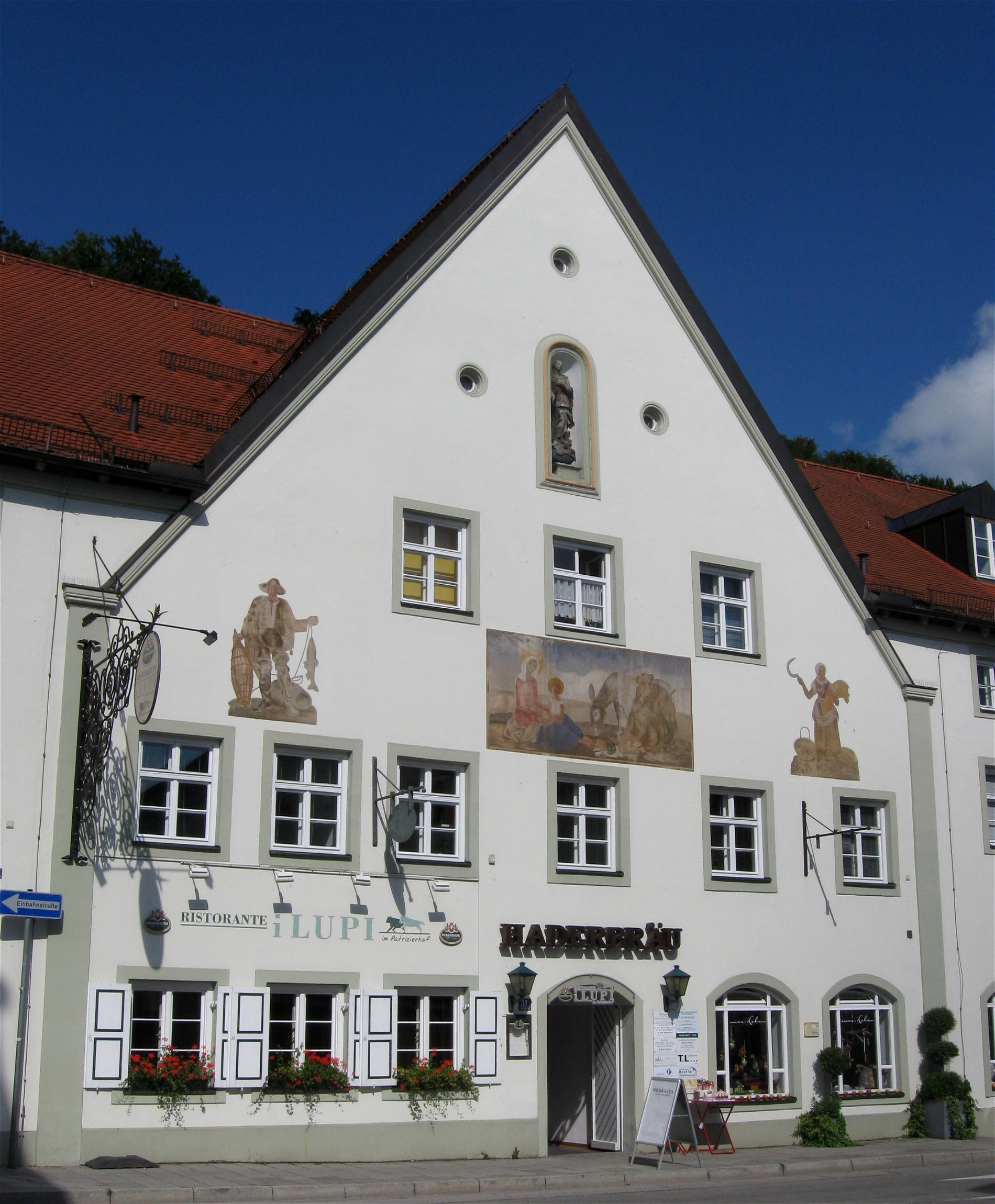
Gasthof Haderbräu in Wolfratshausen

Kachelofen in der Gaststube

Der Gasthof Haderbräu in Wolfratshausen, einer Stadt im oberbayerischen Landkreis Bad Tölz-Wolfratshausen, wurde im Kern 1556 errichtet. Das Gasthaus am Untermarkt 17 ist ein geschütztes Baudenkmal.

## Beschreibung
Um 1553 wurde die Brauerei vom Kloster Beuerberg gegründet. Der zweigeschossige giebelständige Steildachbau mit Putzgliederung besitzt an der Straßenfassade eine Hausfigur und einen barocken Ausleger. Die traufständigen dreigeschossigen Seitenflügel wurden um 1830 angefügt. Die Figur der Maria Immaculata stammt aus der Mitte des 18. Jahrhunderts.
Nachdem das Haderbräu kurz vor dem Verfall stand, wurde das Gebäude durch die Münchner Messerschmitt Stiftung, die 1989 Eigentümerin wurde, umfassend renoviert.